# Amfiteatre d'El Djem
L'amfiteatre d'El Djem (o El Jem) és un coliseu romà construït a la ciutat de Tisdre (moderna El Djem, Tunísia). Està inscrit a la llista del Patrimoni de la Humanitat de la UNESCO des del 1979.
És el major amfiteatre romà d'Àfrica i el quart del món, després del Colisseu de Roma, l'amfiteatre de Càpua i l'amfiteatre de Pozzuoli, i un dels millors conservats del nord d'Àfrica. És el monument romà més conegut de Tunísia i rep cada any uns 530.000 visitants.
Va ser construït l'any 238 dC pel procònsol Gordià, durant el regnat de l'emperador Maximí el Traci per a substituir dos teatres anteriors, l'estudi dels quals ha permès analitzar l'origen d'aquestes grans construccions destinades a l'oci. Probablement va acollir combats de gladiadors, curses de carros i altres jocs de circ, especialment exposicions de feres i representacions de cacera d'animals.
Té 147,9 metres de llargada per 122 metres d'amplada; l'arena interior és una el·lipse de 64,5 per 38,8 metres i tenia capacitat per a uns 35.000 espectadors.
Malgrat que una part de les pedres es van reutilitzar per construir la ciutat d'El Djem, l'edifici encara es conserva en molt bon estat. Es creu que es va mantenir intacte fins al segle xvii i que, a partir de 1695, segons la tradició àrab, es va començar a enderrocar la façana exterior. Encara es conserven els fossats dels lleons i un sistema molt elaborat de canalitzacions i cisternes per recollir l'aigua de pluja.
De vegades rep el nom de Ksar de la Kàhina, en referència a la princesa amaziga Kahena, que al segle vii va unir les tribus amazigues per a frenar l'avanç dels invasors musulmans. Vençuda i perseguida, es va refugiar amb els seus seguidors a l'amfiteatre, on va resistir durant quatre anys. Segons la llegenda, va ser traïda pel seu jove amant, que la va apunyalar i va enviar el seu cap embalsamat al cap de l'exèrcit àrab.
Segons l'especialista Jean-Claude Golvin, l'edifici representa, juntament amb altres exemples, el punt àlgid d'aquest tipus de construccions, «al final d'una evolució arquitectònica que s'estén al llarg de gairebé quatre segles». No obstant això, per a l'arqueòleg i historiador Hédi Slim, la situació de Tisdre, amb tres amfiteatres estudiats amb mètodes científics, «sembla única al món».

## Història

### Edificis precedents

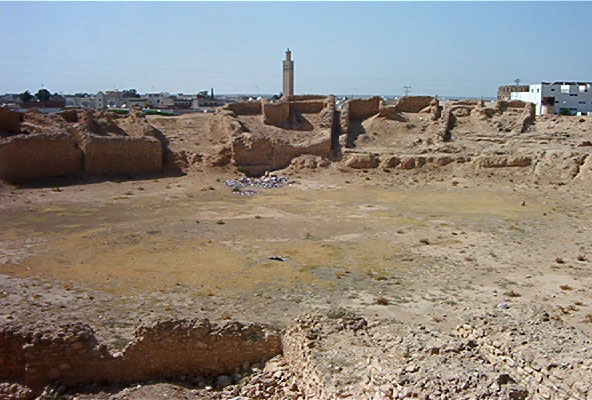
Vista general de l'arena on s'ubicaven els antics amfiteatres

L'amfiteatre actual és el tercer edifici d'espectacles construït a Tisdre, una ciutat que va prosperar gràcies al desenvolupament de l'olivicultura i al comerç. És el millor construït i conservat de tots, amb una gran quantitat de vestigis que han permès als especialistes estudiar-ne l'evolució al llarg del temps. El segon amfiteatre, l'existència del qual ja havia estat intuïda per Charles Tissot, fou excavat durant la dècada de 1960, mentre que el primer fou descobert gràcies a les campanyes dirigides per Hédi Slim a partir de 1973.
El primer edifici tenia una capacitat per a 6000 espectadors i va ser qualificat de «rudimentari», «embrionari» o «molt antic». Jean-Claude Golvin en va datar l'origen al segle i, tot i que probablement va ser abandonat a final del mateix. Per tant, hauria d'haver estat a prop dels edificis de l'època republicana, que es van construir tenint en compte la configuració del terreny. De fet, el lloc escollit per a la construcció, que havia allotjat sepultures a l'època preromana, és el relleu natural de la zona més adequat per aixecar una edificació. L'amfiteatre va ser esculpit en una muntanya de travertí sense l'ús de maçoneria i amb formes irregulars. Les grades, limitades en nombre, van ser esculpides en la roca i la càvea va ser excavada. L'arena tenia 49 metres de llarg per 40 d'amplada. Sembla que  la graderia es va erosionar amb força rapidesa i va ser reparat amb maons de fang sense coure. L'aparició de l'edifici podria estar relacionada amb l'assentament a la ciutat d'una comunitat italiana aficionada als espectacles, potser d'origen campà o etrusc, com que ambdues regions són a l'origen dels jocs als amfiteatres.

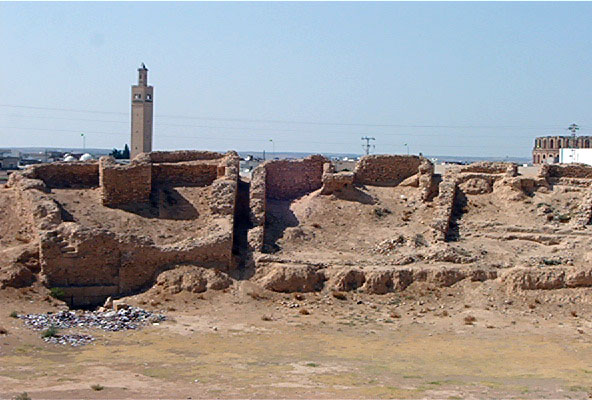
Detall de les restes de la graderia compartimentat del segon amfiteatre

El segon edifici, que en les línies generals tenia una estructura sòlida, data de final del segle i o del segle ii sobre la mateixa muntanya que el seu predecessor. Tenia un contorn més el·líptic a causa d'un terraplè existent a l'arena i a la graderia de l'amfiteatre anterior. El terraplenat de l'arena, de 2,50 metres d'altura, va permetre regularitzar-ne la forma. Les grades tenien una capacitat total de 7.000 espectadors. Eren de mida irregular i estaven delimitades per compartiments fets amb maó, separats per espais a manera de corredor. Sembla que hi va haver un total de 24 compartiments, dels quals es mantenen 16 en diversos estats de conservació. L'arena tenia 60 metres de llarg per 40 d'amplada, amb unes dimensions totals de l'edifici de 92 per 72 metres. Golvin descriu també un pòdium i una capella situats a l'eix oest. La construcció no tenia un aspecte estètic destacat, tot i que les importants millores tècniques la van fer més funcional.
Durant l'època de la dinastia Severa, a inici del segle iii, la ciutat va experimentar un gran creixement, gràcies al florent comerç de l'oli d'oliva i del blat, afavorit per la situació a la cruïlla de rutes comercials. El segon amfiteatre es va quedar massa petit i va ser substituït per l'edifici actual, més important, construït sobre un terreny pla. Aquesta manera d'actuar es va repetir en altres ciutats com Cartago, Nimes o Roma.
La construcció de l'amfiteatre seria vinculada a una manifestació d'evergetisme per part de l'elit de la ciutat. Tanmateix, per a Hédi Slim, el seu cost contrasta amb l'absència de restes epigràfiques associades a un evergetisme local, relacionat principalment amb l'organització dels jocs. L'edificació en una època posterior va implicar una correcció dels problemes ocasionats per les construccions precedents més enllà de la funcionalitat, unes innovacions que van constituir igualment un factor de longevitat.

### Datació controvertida
Tot i que figura entre els amfiteatres millor conservats d'aquesta tipologia, l'edifici ha estat poc estudiat. Les investigacions més recents sobre el monument no han revelat cap inscripció que permeti datar-ne la construcció. Així mateix, les darreres excavacions arqueològiques no han tret a la llum cap element concret, a excepció d'algunes gerres d'una mena de ceràmica datada a la primera meitat del segle iii. S'ha considerat, de forma incerta (ja que no ha estat corroborada per cap element tangible), que l'edifici hauria estat construït devers l'any 238 dC, l'any de la Revolució contra el poder de Roma, o sota el procònsol Gordià, coronat emperador romà l'abril del mateix any. Generalment, es considera com a data de construcció el període comprès entre els anys 230 i 250, durant l'etapa de l'anarquia militar, tot i que alguns estudis antics la situen més enrere, en el regnat de la dinastia Antonina, és a dir, a la darreria de l'Imperi.
Tanmateix, el cost de la construcció en pedra tallada, així com la necessitat d'acollir més espectadors, semblen situar-ne la construcció durant l'esplendor de la ciutat, a final del segle ii o inici del segle iii, sota la dinastia Severa. Alexandre Lézine, amb el suport de Golvin, va proposar un marge de datació més restringit, entre els anys 230 i 238, i considera que l'edifici va quedar inacabat a causa dels esdeveniments ocorreguts aquell darrer any. Per la seva banda, Hédi Slim creu que l'obra sí que es va finalitzar.

### Del final de l'Edat Antiga a l'Edat Mitjana

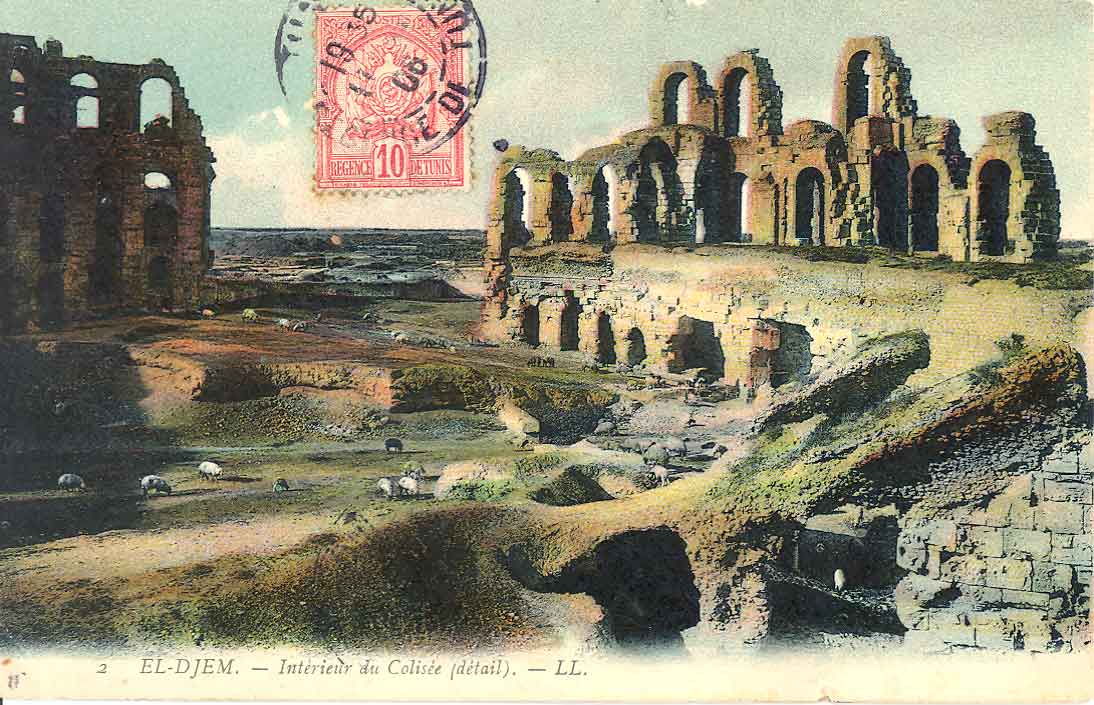
Targeta postal que mostra l'amfiteatre cap al 1900 amb els grans terraplens que en reomplien l'interior

Tot i que la ciutat va ser substituïda progressivament per Sufètula com a capital econòmica de la regió i que les rutes comercials es van anar desviant de la localitat, Tisdre va continuar exercint un paper militar arran de la transformació de l'amfiteatre en una fortalesa. Les excavacions arqueològiques han datat l'abandonament de l'edifici a la segona meitat del segle v, amb una durada aproximada de l'activitat de dos segles.

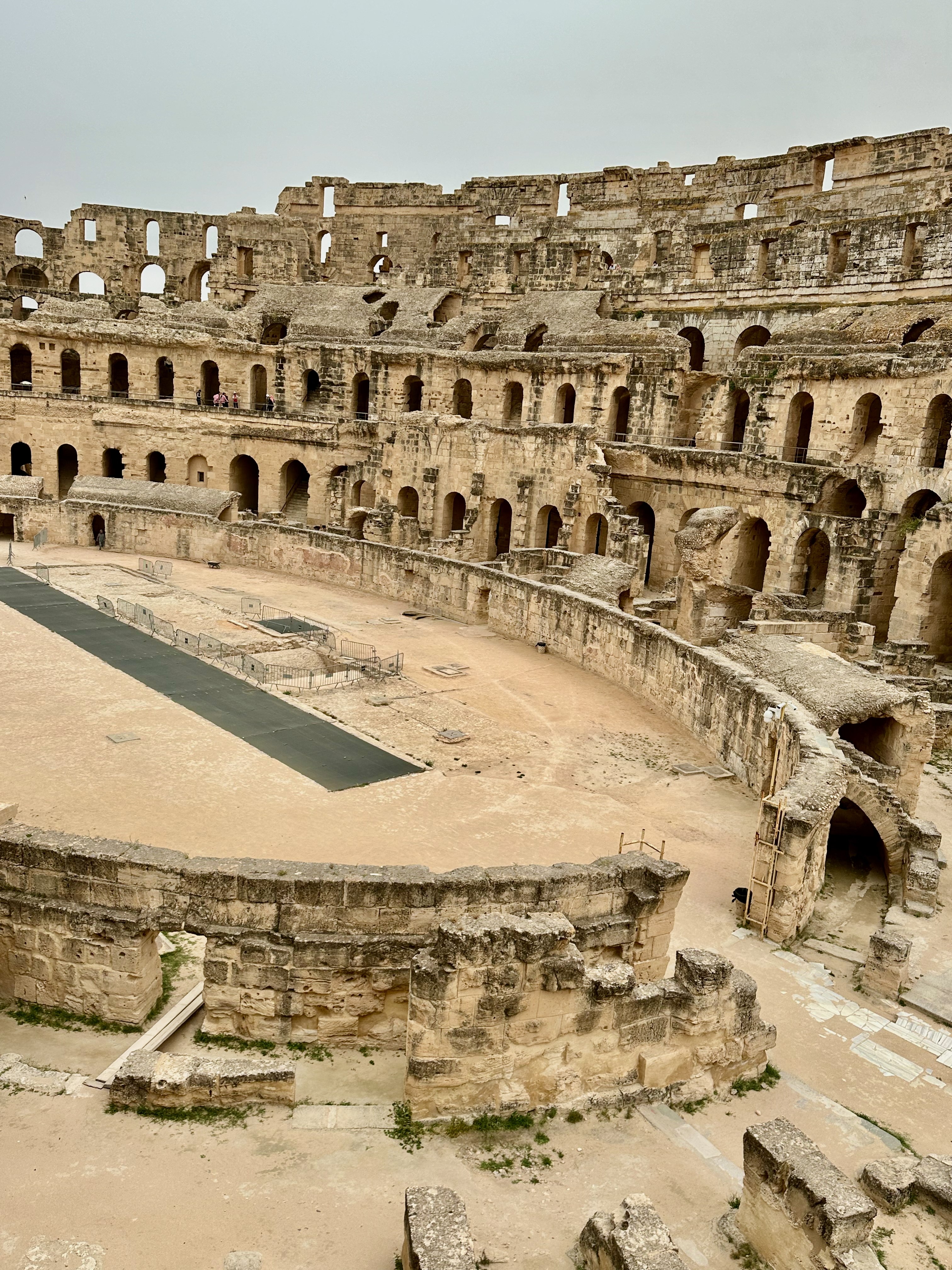
Entrada al recinte

A partir de l'Exarcat d'Àfrica, l'amfiteatre es va convertir en una fortificació i lloc de refugi, com va quedar demostrat després de la derrota romana a la batalla de Sufètula l'any 647 contra les tropes àrabs. La transformació va consistir en l'obturació de les arcades situades a la planta baixa i la construcció d'altres instal·lacions, entre les quals hi havia una torre descoberta en excavacions recents. El monument és de vegades anomenat el ksar de la Kàhina, en honor a una princesa amaziga del segle vii que va agrupar les tribus per frenar l'avanç dels invasors musulmans. Vençuda i acorralada, es va refugiar amb els seus seguidors a l'amfiteatre, on va resistir durant quatre anys. Segons la llegenda, va ser traïda pel seu jove amant, que la va apunyalar i va enviar el seu cap embalsamat al cap de l'exèrcit àrab. L'edifici va ser esmentat per Abu Abdullah al-Bakri al segle xi i per Tijani, on es dona a entendre que oferia una protecció eficaç, cosa incompatible amb un estat ruïnós.
La desaparició de la graderia i dels elements de l'última planta hauria estat, per tant, posterior i progressiva.Slim 1986, p. 447 La ruïna del monument va comportar un dipòsit considerable de runa, amb una alçada variable d'entre 1,50 i tres o quatre metres.

### Edat Moderna i Edat Contemporània

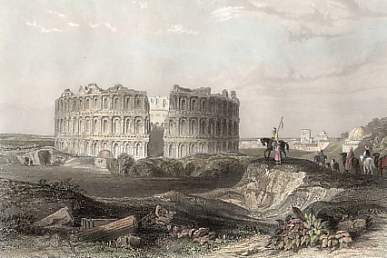
L'edifici representat en una il·lustració de 1843 que reflecteix la visió romàntica que durant molt de temps tingueren els visitants del monument

Tot i la destrucció parcial a causa de l'ús de les seves pedres per a la construcció de la ciutat d'El Djem, el tercer amfiteatre es conserva en condicions excepcionals i es creu que va romandre sencer fins al segle xvii. El viatger Victor Guérin relata que «cap al 1695, segons la tradició àrab, es començà a enderrocar la façana exterior, que fins aleshores es mantenia gairebé intacta».

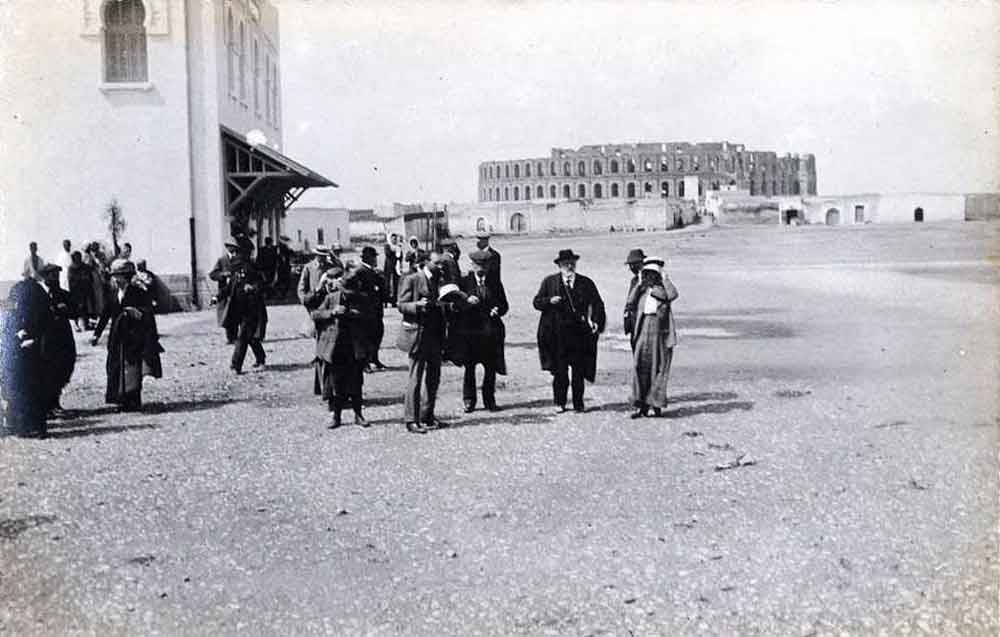
Viatgers visitant l'amfiteatre cap al 1910

En aquella època, el bei de Tunísia va reprimir una revolta d'origen fiscal. Els seus canons van obrir diversos esvorancs a l'edifici per impedir que el lloc servís de refugi a la població local. Tanmateix, el recinte va continuar sent utilitzat amb aquesta finalitat fins a mitjan segle xix, durant una última rebel·lió. A conseqüència dels  desperfectes a l'edifici, els habitants en van extreure molt de material de les runes.
La zona va rebre visites des del segle xvii i sobretot durant el segle xix, intensificades arran de la implantació d'un sistema de protecció dels vestigis arqueològics. Durant la primera meitat del segle xx es van dur a terme diverses restauracions a la part de la façana destruïda, així com l'excavació de l'arena i dels espais subterranis. El turisme s'ha desenvolupat al llarg del segle xx fins a assolir uns 530.000 visitants anuals l'any 2008, fet que converteix l'amfiteatre en el segon lloc més visitat de Tunísia.

### Restauració
L'amfiteatre va ser declarat patrimoni de la humanitat per la UNESCO l'any 1979. L'estat desigual de conservació dels diversos materials de construcció, així com la caiguda de pedres, fins i tot des de les voltes, va fer necessària una campanya de consolidació i rehabilitació, finançada pel govern tunisià i una fundació privada. L'estabilització va evitar nous esfondraments, alhora que es van substituir les zones irremeiablement deteriorades. La restauració, realitzada amb els materials retirats en desbrossar els terraplens enderrocats, tenia com a finalitat la protecció del monument i la millora de la visita des d'una perspectiva més pedagògica. La restitució de les voltes i escales va facilitar l'accessibilitat a l'amfiteatre.

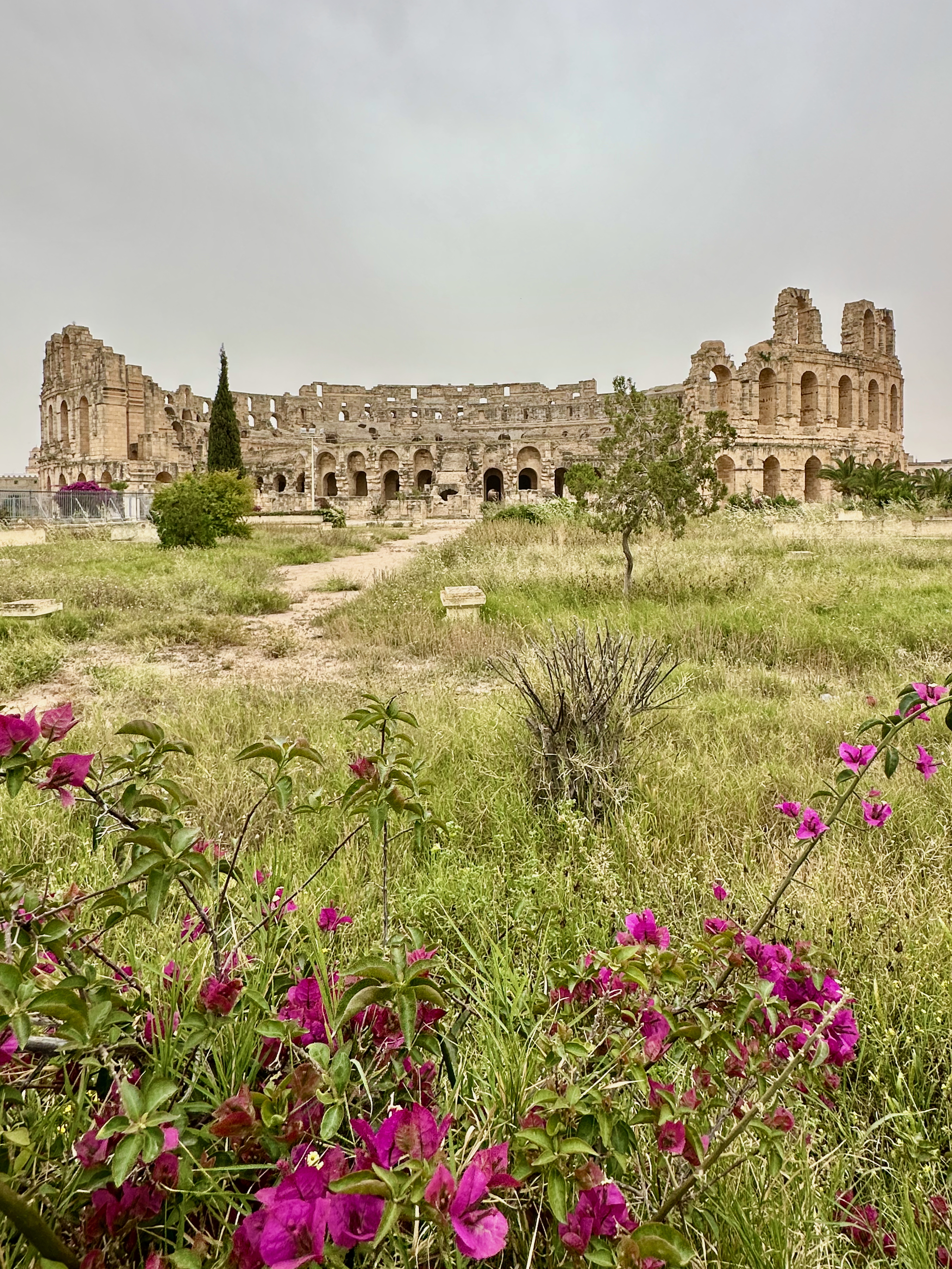
Vista cap a l'amfiteatre des de l'entorn enjardinat

La renovació de la graderia amb capacitat per a 500 espectadors va permetre, a més, «contribuir a la restauració cultural de l'edifici», segons Hédi Slim. Els treballs de reconstrucció dels pilars van ajudar també a restituir la forma el·líptica de la construcció.  Així mateix, la campanya va permetre completar el coneixement del monument, especialment pel que fa al sistema de recollida d’aigües pluvials i la fonamentació. D’altra banda, es van posar al descobert nombrosos fragments de grades de l’arena.
Donada la diferència de cota entre la ciutat contemporània i l'edifici, el seu entorn immediat va ser condicionat amb elements vegetals i minerals per igualar el desnivell.  Gràcies a la bona acústica i a les restauracions, l'amfiteatre acull cada estiu, des de 1985, el Festival Internacional de Música Simfònica d'El Djem.

## Arquitectura

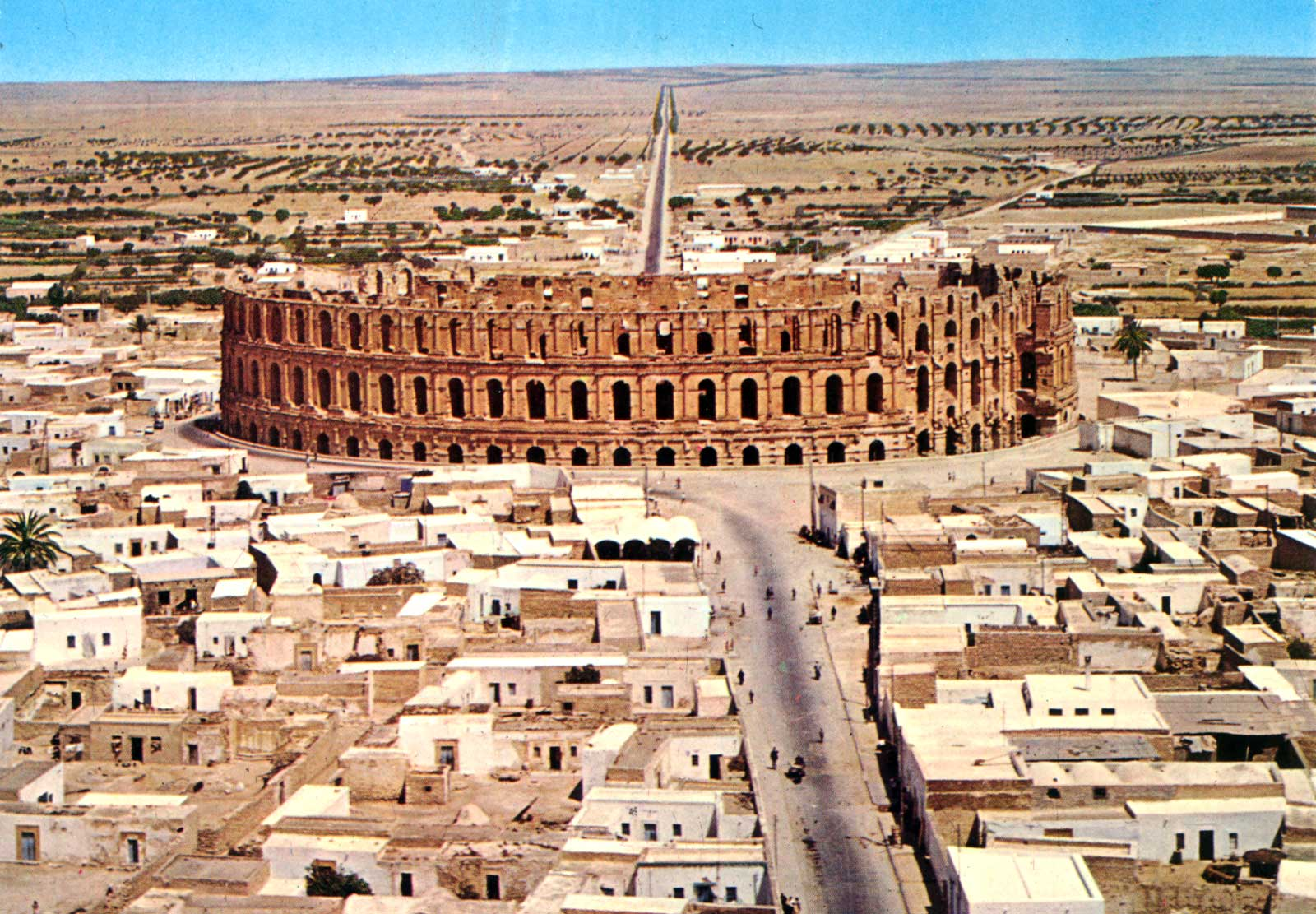
Vista aèria de l'amfiteatre cap al 1960, on destaca clarament entre les construccions properes i el paisatge

L'amfiteatre d'El Djem està situat en un terreny pla al nord de l'antiga ciutat. L'edifici impressiona no només per l'aspecte massís, sinó també per la bellesa de la pàtina dels seus murs, així com per la situació «enmig de la immensitat estepària més o menys despullada», en paraules d'Hédi Slim.
Com que aquesta regió de Tunísia no disposa de roca calcària, els murs i els suports del gran amfiteatre es van construir amb pedra arenisca dunària, un material fàcil de tallar provinent de les pedreres de la costa de Rejiche-Salakta, situades a una trentena de quilòmetres a l’est d’El Djem. L’edifici és l’únic del món romà construït amb carreus i l’únic de la ciutat realitzat amb aquest material, un fet que confereix un prestigi simbòlic al monument. El material, de color blanc en el moment de ser extret, es va tornar ocre amb el temps.
Tanmateix, la roca emprada és poc resistent a l'erosió i al desgast. Aquesta fragilitat de la pedra explicaria, segons Golvin, el gruix dels murs i, per tant, el caràcter massís de l’edifici. Les excavacions als fonaments han permès determinar que el lloc va ser utilitzat per tallar in situ bona part dels seus elements, especialment els decoratius. La precisió en el tall dels blocs va permetre variacions estètiques, en particular de les dovelles, que aquí formen un angle cap endins, mentre que habitualment solen tenir un angle sortint.
Malgrat els elements decoratius inacabats, les traces d’una restauració antiga indiquen que el monument va ser utilitzat. Les voltes es van construir amb mamposteria i no amb maons, material que s’emprava generalment en aquest tipus d’edificacions. Aquestes particularitats en la tècnica constructiva classifiquen l’edifici com un exemple específicament africà.

### Dimensions

Planta baixa i secció de l’amfiteatre

La forma general de l’edifici és una el·lipse els eixos de la qual mesuren 148 i 122 metres. Els eixos de l’arena mesuren respectivament 65 i 39 metres, el seu perímetre és de 427 metres i té una alçada fins a 36 metres.
La unitat de mesura utilitzada pels constructors va ser el colze púnic, equivalent a uns 50 centímetres de longitud, que era «preferit en general pels paletes locals al peu romà». La capacitat inicial s'estima, segons Ammar Mahjoubi, en uns 27.000 seients, o bé entre 27.000 i 30.000 segons Hédi Slim. Per la seva banda, Golvin calcula un aforament d'uns 45.000 espectadors.
La capacitat de l’amfiteatre ha fet que sigui considerat com el quart més gran de l’Antiga Roma, després del Colisseu, l’amfiteatre de Càpua i el de Pozzuoli, i al costat dels de Verona i Cartago. La importància de l’edifici s’explica en part pel fet que Tisdre era la seu on se celebraven els conventus, i per tant podia rebre una població nombrosa quan el governador assistia a les reunions.

### Exterior
La façana consta d’un total de 64 arcades distribuïdes en tres plantes, la primera i la tercera decorades amb capitells d’ordre corinti i la segona amb un ordre compost. Aquesta disposició és una particularitat pròpia de l’edifici africà i diferent de la del Colisseu de Roma, en el qual els ordres clàssics se succeeixen de manera diferent (ordre dòric, ordre jònic i corinti). La poca resistència dels materials de construcció va obligar a aixecar un mur de 4,56 metres de gruix, cosa que contribueix a l’aspecte massís que presenta el monument.

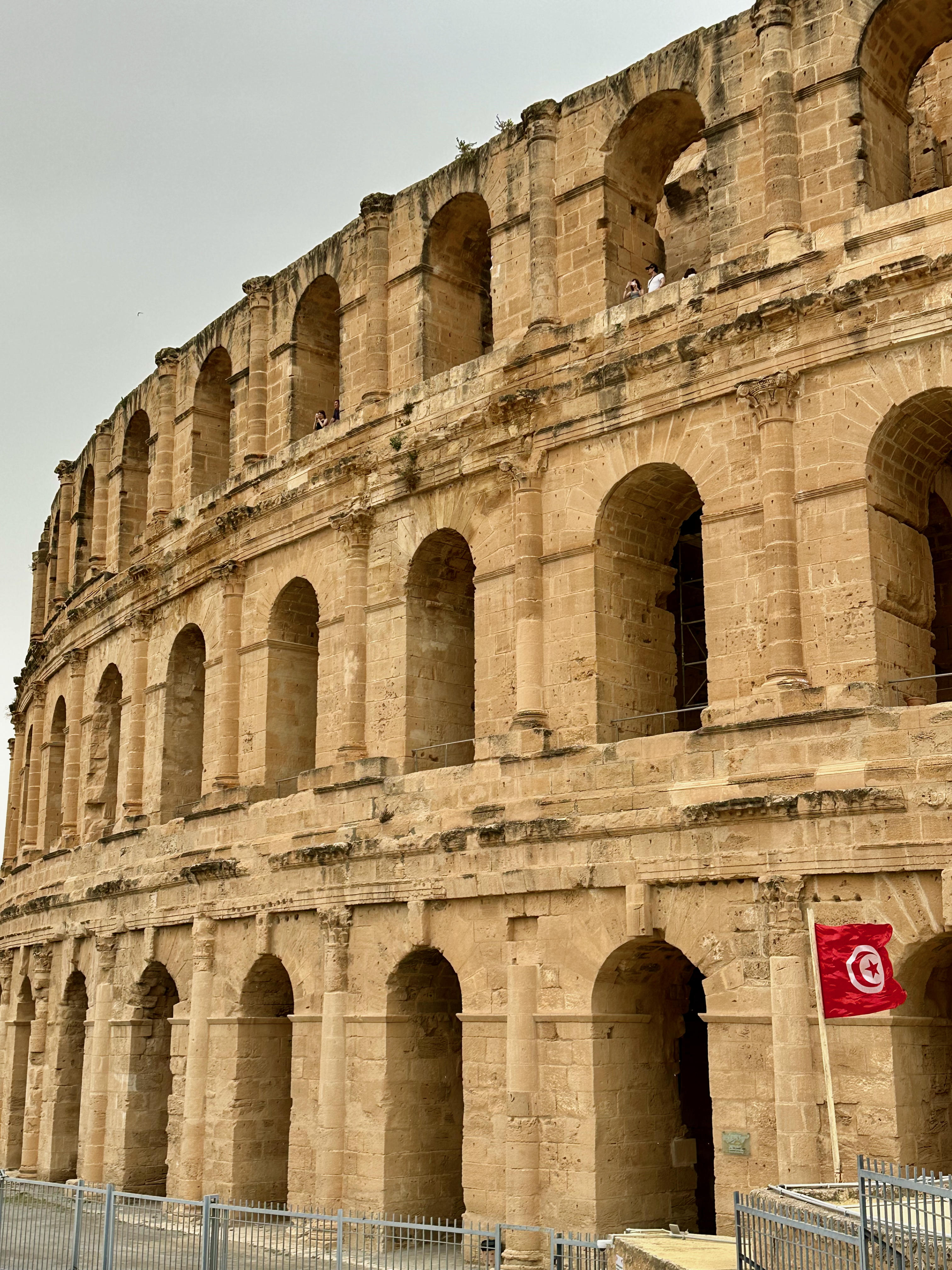
Vista exterior de l’amfiteatre amb els tres nivells de galeries i els dos ordres clàssics emprats

L’amfiteatre d’El Djem és un dels dos únics exemples, juntament amb el Colisseu, que encara conserva una façana intacta amb tres nivells de galeries, tot i que manca d'àtic. Aquesta darrera planta es va perdre, però devia ser similar al darrer nivell del Colisseu, amb una part massissa i nombrosos elements decoratius, entre ells pilastres. Les investigacions no han descobert cap rastre de l’existència d’un velarium, tot i que Golvin considera probable que l’edifici en tingués, atès que el clima del lloc és calorós.
La disminució de la mida del podi i l’augment del pendent de les grades van permetre reduir els angles cecs. El gruix dels murs i pilars i l’escàs voladís dels entaulaments contribueixen a aquesta imatge de solidesa, amb un predomini del massís per sobre del buit a la façana, al contrari del que passa al Colisseu, on aquesta proporció s’inverteix. Aquest tret dominant queda accentuat per ser construït amb un aparell de grans dimension.

### Interior

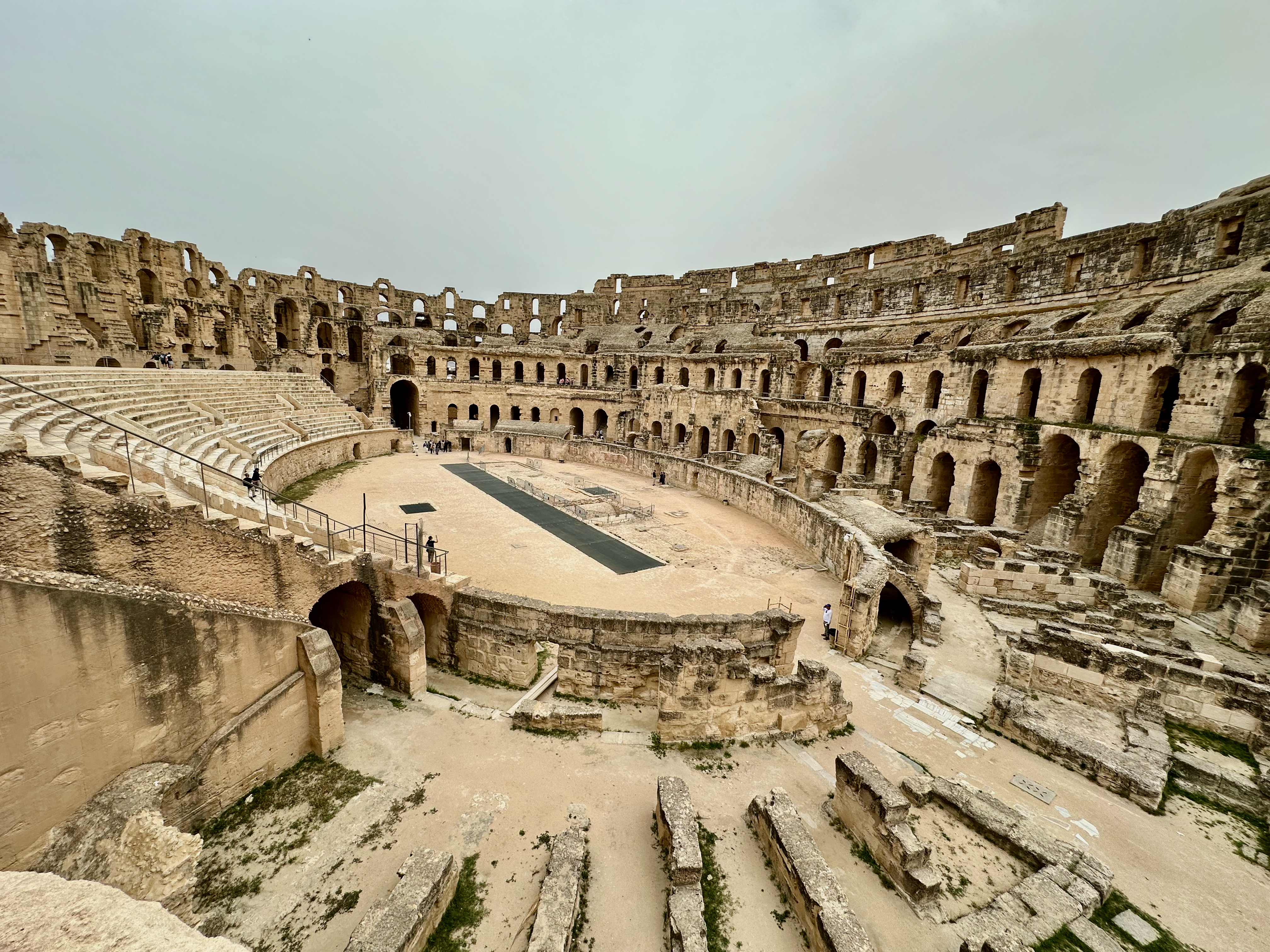
Vista general de l'interior de l’amfiteatre

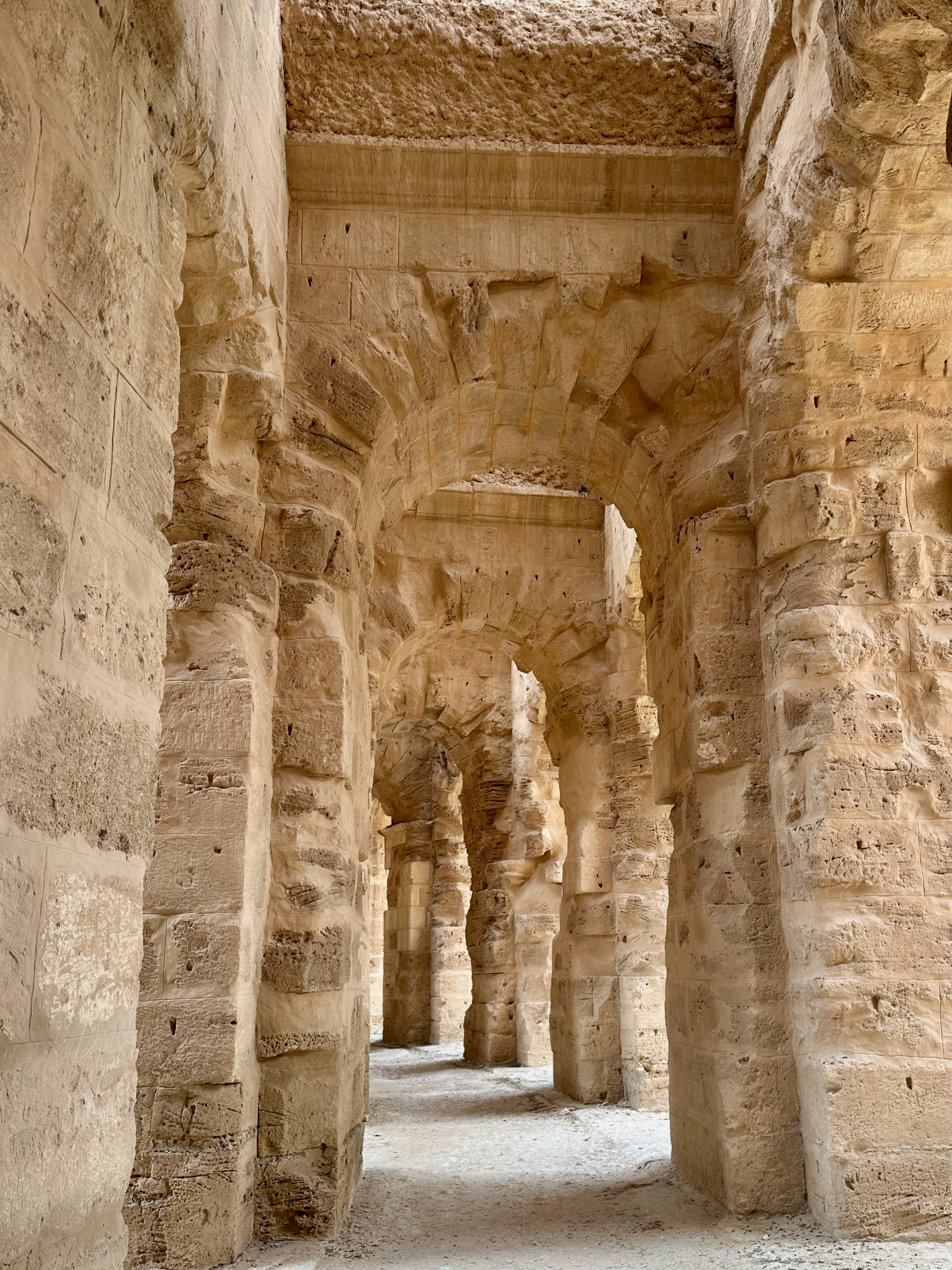
Corredors interiors

La càvea està dividida en tres parts. La més propera a l’arena està separada de la graderia per un podi de 3,50 metres d’alçada i 90 centímetres d’amplada, construït amb un aparell de grans carreus disposats en set fileres i una decoració geomètrica pintada que imitava el marbre. A la zona davantera hi discorre un corredor de servei en forma d’anell que comunica amb l’arena a través de sis portes. Les grades de pedra de la càvea són els elements que més han patit el pas del temps, tot i que encara es conservaven en bon estat al segle xi, quan les va descriure Al-Bakri. Mesuraven uns quaranta centímetres d’alçada per seixanta d’amplada.
Al llarg de l’eix principal del monument es van descobrir una sèrie de quatre estances en forma de trapezi i un paviment de mosaic adornat amb motius de rombes i traceria, que van ser identificats com a espais de culte. Acollien nínxols amb estàtues destinades al culte de divinitats no determinades. Alguns autors consideren que probablement estarien relacionats amb les sodalitats locals. Una de les estances ha estat identificada com a vinculada al culte imperial de l’Antiga Roma.
La distribució interior, incloses les zones d’accés i evacuació, sembla haver estat dissenyada in situ, a diferència d’altres monuments del mateix tipus.

### Arena i zona subterrània

Planta i secció del soterrani de l'amfiteatre

L’arena i les seves zones annexes s’han conservat en molt bon estat. L’arena encara manté el mur del pòdium, de 3,50 metres d’alçària. Les dues portes principals, de 4,50 metres d’amplada i que encara conserven el llindar, permetien l’accés a l’arena dels protagonistes de l’espectacle.
A la majoria dels amfiteatres, els animals s’allotjaven sota el pòdium i posteriorment al subsol excavat a l’arena. A diferència d’aquests, el pla original d’El Djem havia previst la distribució subterrània com una part integrant de l’edifici. Es van projectar dues galeries de 3,90 metres de profunditat que es creuaven en angle recte. L’eix menor, de set metres d’amplada, tenia unes escales als extrems per pujar al nivell de la planta baixa. Així mateix, dues obertures permetien hissar la gàbia dels grans fèlids amb l’ajuda de torns. Aquests muntacàrregues també s’utilitzaven en la posada en escena dels espectacles, en què l’aparició dels animals provocava la sorpresa dels espectadors.

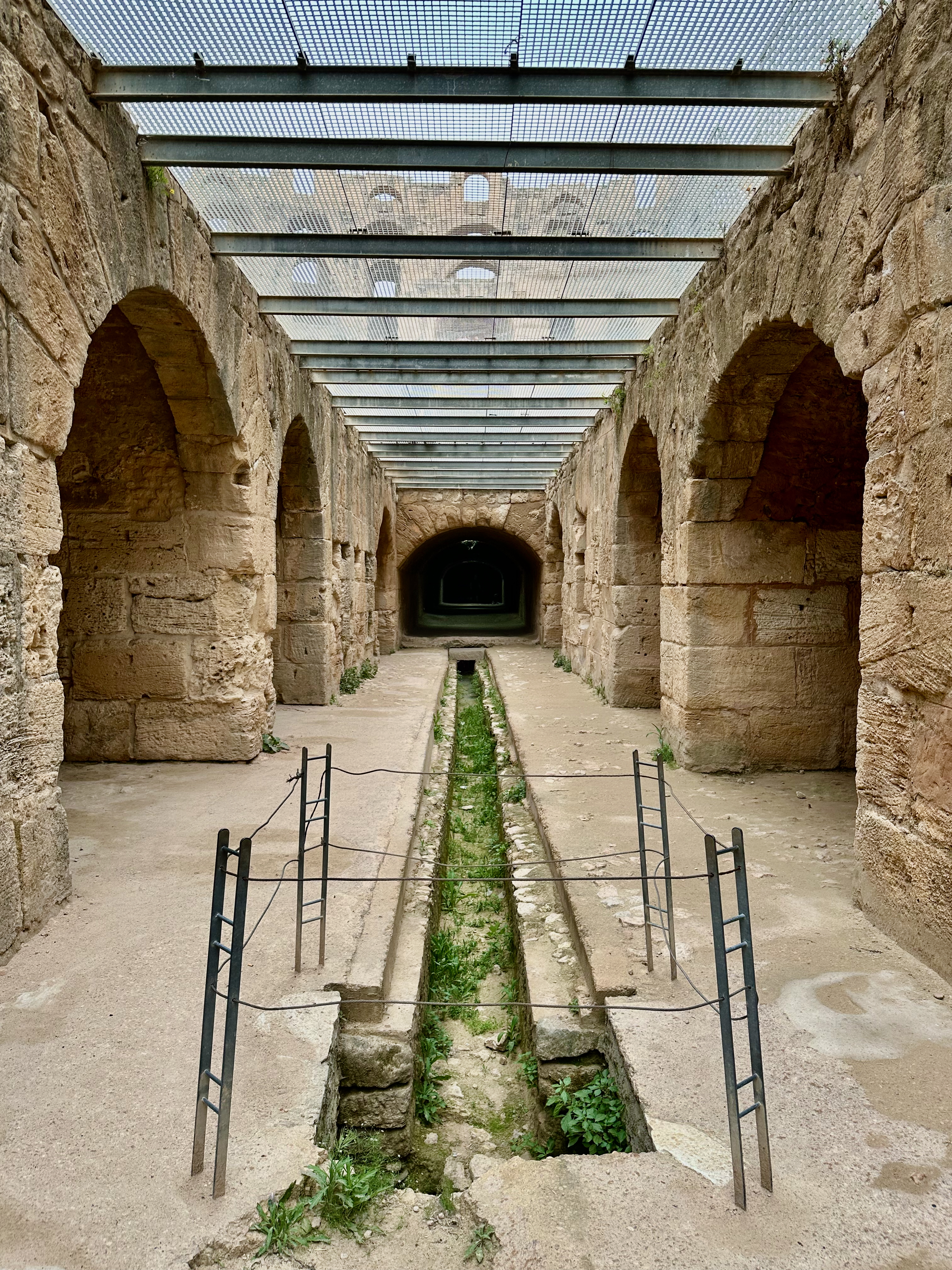
Hipogeu a la galeria inferior

La segona galeria era de més amplada i estava composta per vuit cel·les a cada costat, on es dipositaven les gàbies dels animals i els cadàvers dels gladiadors morts. La ventilació i la il·luminació es produïen a través d’una obertura a la part central, a la qual s’accedia per unes rampes de pendent suau. Estaven cobertes per un paviment que es podia desmuntar durant el període dels jocs. També hi havia un pou que subministrava l’aigua necessària a l’edifici, especialment a les estances subterrànies. En general, l’amfiteatre d’El Djem és un dels més ben estudiats pel que fa a la facilitat de circulació i d’accés directe al graderia per mitjà de les escales integrades en les subestructures, les quals constituïen una excel·lent solució per a la funció que exercien.
El sistema de recuperació i canalització de les aigües pluvials era molt elaborat i encara és visible al monument, així com les cisternes per al subministrament d’aigua a l’edifici i a la resta de la ciutat. La pluja que discorria per les grades anava a parar a un canal col·lector, que tenia espais de registre a intervals regulars. Els dipòsits d’emmagatzematge d’aigua estaven situats a uns cent metres de l’amfiteatre.